# Joe Dawson
Joseph Crook „Joe” Dawson (ur. 17 lipca 1889 roku w Odon, zm. 17 czerwca 1946 roku w Langhorne) – amerykański kierowca wyścigowy.

## Kariera
W swojej karierze Dawson startował głównie w Stanach Zjednoczonych w mistrzostwach AAA Championship Car oraz towarzyszącym mistrzostwom słynnym wyścigu Indianapolis 500. W pierwszym sezonie startów, w 1910 roku sześciokrotnie stawał na podium i odniósł jedno zwycięstwo. Z dorobkiem 1125 punktów został sklasyfikowany na drugim miejscu w końcowej klasyfikacji kierowców. W 1911 roku raz stanął na podium, a w Indy 500 był piąty. Uzbierał łącznie 200 punktów, co dało mu trzynastą pozycję w klasyfikacji generalnej. W sezonie 1912 wystartował tylko w jednym wyścigu - w Indianapolis 500. Odniósł tam jednak zwycięstwo, które dało mu tysiąc punktów do klasyfikacji generalnej AAA. Został sklasyfikowany na trzecim miejscu. W 1913 roku po jednym miejscu na podium uplasował się na trzynastej pozycji w klasyfikacji generalnej mistrzostw.